# Ricky Skaggs
Ricky Skaggs, (Cordell, 1954. július 18. –) tizenkétszeres Grammy-díjas amerikai country- és bluegrass-énekes, producer, dalszerző, bendzsós, mandolinos, gitáros, hegedűs. A Grand Ole Opry tagja.

## Pályafutása
Skaggs a Kentucky állambeli Cordellben született. Ötévesen kezdett zenélni, amikor édesapjától, Hobert Skaggstől kapott egy mandolint. Hatévesen már játszott a mandolinon és Bill Monroe-val színpadon énekelt. Hétévesen szerepelt a televízió Martha White című countryzenei varietéműsorában, ahol Lester Flatt-tal és Earl Scruggs-szal játszott. Szeretett volna jelentkezni a Grand Ole Opry meghallgatáson is, de azt mondták neki, hogy ahhot még még túl fiatal. Tizenéves korában megismerkedett Keith Whitley gitárossal. Együtt kezdtek játszani Whitley bendzsós testvérével, Dwight-tal különböző rádióműsorokban. 1970-ben meghívták őket  a Clinch Mountain Boys zenekarba.
1976-ban Skaggs megalapította a progresszív bluegrass zenekart, a Boone Creeket, melynek tagjai Vince Gill és Jerry Douglas voltak. Néhány évig Skaggs tagja volt Emmylou Harris Hot Bandjének is. Ő készítette Harris 1980-as bluegrass-roots albumának, a Roses in the Snow-nak a hangszerelését. Amellett Harris Skaggs harmóniákat énekelt, mandolinon és hegedűn játszott a Hot Bandben.
Skaggs 1980-ban indította el önálló karrierjét.  Nyols CMA-díjat és 8 ACM-díjat ért nyert  el. 1982-ben a Grand Ole Opry tagja lett. ő volt a legfiatalabb zenész, akit oda valaha is bebevettek. Skaggst a neotradicionális country alműfaj egyik úttörőjének tartják. Chet Atkins Skaggsnek tulajdonította a countryzene megmentését.
1981-ben az Epic Recordsnál megjelent a "Waitin for the Sun to Shine" című albuma, amely a country- és a pop- slágerlistákra is feljutott, és két No. 1 slágert produkált. 1982-ben kiadta a „Highways & Heartaches” című albumát, amelyen az instrumentális Highway 40 Bluesok is szerepeltek. Az albumon rajta van a „Country Boy” című dal is. Ezen az albumon Bill Monroe is vendégszerepelt.
Producerként Skaggs producerként a Dolly Parton című albumot készítette el, amely elindította a country zenébe való visszatérését. Sok más albumokon is vendégszerepelt. 1995-ben Vince Gillel elénekelte a „Go Rest High on That Mountain” című dalt, amely később elnyerte a CMA Év Dala díját. A BMI (Broadcast Music, Inc.) a dalt 1997-ben a legtöbbször előadott dalként értékelte.
amikor 1996-ban Skaggs visszatért bluegrass gyökereihez, és új hangzásokkal is kísérletezett. Kentucky Thunder nevű zenekarával örökös Grammy-díjas és az International Bluegrass Music Association (IBMA) legjobb bluegrass album kategóriájában is díjazottá  vált.

## Albumok
- Second Generation Bluegrass & Keith Whitley (1971)
- That's It (1975)
- Sweet Temptation (1979)
- Skaggs & Rice (& Tony Rice) (1980)
- Waitin' For The Sun To Shine (1981)
- Highway & Heartaches (1982)
- Family & Friends (1982)
- Don't Cheat In Our Hometown (1983)
- Country Boy (1984)
- Favorite Country Songs (1985)
- Live In London (1985)
- Love's Gonna Get Ya! (1986)
- Comin' Home To Stay (1988)
- Kentucky Thunder (1989)
- My Father's Son (1991)
- Ricky Skaggs Portrait (1992)
- Super Hits (1993)
- Solid Ground (1995)
- Life Is A Journey (1997)

Kentucky Thunder
- Bluegrass Rules (1997)
- Ancient Tones (1999)
- Soldier of The Cross (1999)
- History of the Future (2001)
- Weapon of Prayer (2001)
- Live at the Charleston Music Hall (2003)
- The Three Pickers (& Doc Watson and Earl Scruggs) 2003
- Brand New Strings (2004)
- Hunting Dog Blues (& Ole Smucker) (2005)
- Ricky Skaggs & Bruce Hornsby (2007)

The Chieftains
- Another country − Ricky, Cotton Eyed Joe 1992
- The Wide World Over − Cotton-Eyed Joe (2002)
- Down the Old Plank Road: The Nashville Sessions (2002)
- Further Down the Old Plank Road − Talk About Suffering / Man of the House (2003)
- The Essential The Chieftains − Cotton-Eyed Joe − (2006)

## Filmek

### Grammy-díj
- 1983: Best Country  Előadás: New South (J.D. Crowe, Jerry Douglas, Todd Phillips, Tony Rice, Ricky Skaggs) for Fireball
- 1984: Best Country  Előadás: Ricky Skaggs for Wheel Hoss
- 1986: Best Country  Előadás (Orchestra, Group or Soloist): Ricky Skaggs for Raisin' The Dickins
- 1991: Best Country Vocal Együttműködés: Ricky Skaggs, Steve Wariner & Vince Gill for Restless
- 1998: Best Bluegrass Album: Ricky Skaggs and Kentucky Thunder for Bluegrass Rules!
- 1998: Best Country Együttműködés with Vocals: Clint Black, Joe Diffie, Merle Haggard, Emmylou Harris, Alison Krauss, Patty Loveless, Earl Scruggs, Ricky Skaggs, Marty Stuart, Pam Tillis, Randy Travis, Travis Tritt & Dwight Yoakam for Same Old Train
- 1999: Best Bluegrass Album: Ricky Skaggs and Kentucky Thunder for Ancient Tones
- 2000: Best Southern, Country, or Bluegrass Gospel Album: Ricky Skaggs and Kentucky Thunder for Soldier Of The Cross
- 2003: Best Country Előadás By A Duo or Group With Vocal: Ricky Skaggs and Kentucky Thunder for A Simple Life
- 2004: Best Bluegrass Album: Ricky Skaggs and Kentucky Thunder for Brand New Strings
- 2005: Best Musical Album For Children, "Songs From The Neighborhood, The Music Of Mr. Rogers"
- 2006: Best Bluegrass Album: Ricky Skaggs and Kentucky Thunder for s
- 2008: Best Southern, Country, or Bluegrass Gospel Album: Ricky Skaggs and The Whites for Salt of the Earth
- 2009: Best Bluegrass Album Honoring The Fathers Of Bluegrass 1946 & 47
- 2016: Best Contemporary Christian Music Album (as producer for Love Remains by Hillary Scott & The Scott Family)

### CMA (Country Music Association) Awards
- 1982: Az év legjobb énekese: Ricky Skaggs
- 1982: Horizon Award: Ricky Skaggs
- 1983: Instrumental Group of the Year: Ricky Skaggs Band
- 1984: Instrumental Group of the Year: Ricky Skaggs Band
- 1985: Entertainer of the Year: Ricky Skaggs
- 1985: Instrumental Group of the Year: Ricky Skaggs Band
- 1987: Az én legjobb vokál duója: Ricky Skaggs & Sharon White
- 1991: Vocal Event of the Year (with Mark O'Connor & New Nashville Cats)

### Más díjak
- 2021: National Medal of Arts, awarded by President Donald Trump
- 2018: Inducted into the Country Music Hall of Fame
- 2004: Kentucky Music Hall of Fame
- Billboard magazine's Artist of the Year
- Musician Magazine- Voted One of the Top 100 Guitarists of the Century
- Artist of the Decade- Listeners' Poll Award BBC Radio 2
- 2003: CMT's 40 Greatest Men of Country Music rank No. 37 in 2003
- Judge for the 2nd annual Independent Music Awards
- 2012: ACM's Cliffie Stone Pioneer Award
- 2012: Gospel Music Hall of Fame inductee
- 2017: Bluegrass Star Award, presented by the Bluegrass Heritage Foundation of Dallas
- 2005: Honorary Doctorate of Humanities from Eastern Kentucky University
- 2008: Honorary Doctorate of Music from Berklee College of Music
- 1987: Plaque on Nashville's StarWalk